# 康萊德曼谷

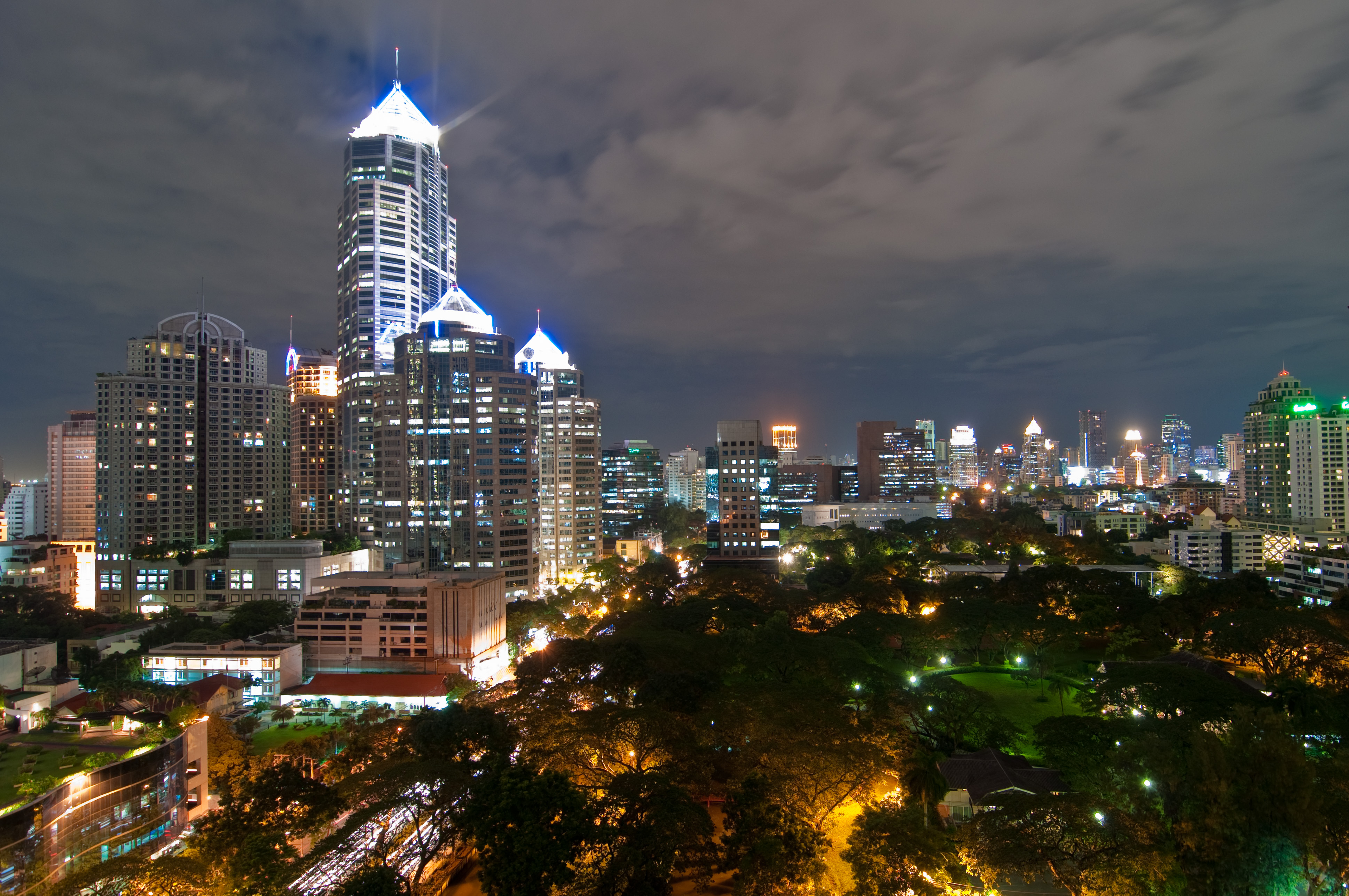

康萊德曼谷（Conrad Bangkok）是泰國曼谷的一座高檔飯店，屬於康萊德酒店及度假村，康萊德曼谷開業於2003年，有392個房間和套房，並設有6個餐廳和休息室，以及健身房、水療、游泳池、網球場等設施。康萊德曼谷位於無線電路上（近BTS奔集站）。

## 外部連結
- Official website （页面存档备份，存于）

13°44′19″N 100°32′54″E / 13.73861°N 100.54833°E